# 일본국유철도 301계 전동차
일본국유철도 301계 전동차(일본어: 国鉄301系電車)는 일본국유철도(국철)가 설계·제조한 지하철 노선 연장 운행 대응 직류 통근형 전동차이다.

## 개요
1966년부터 시작된 주오 완행선과 제도고속도교통영단(현 도쿄 메트로) 도자이 선의 상호 직결 운행에 대비하여 설계되었다. 쿠하 301-모하 301-모하 300-모하 301-모하 300-모하 301-쿠모하 300의 7량 1편성으로 1966년에 5편성(35량), 1969년에 3편성(21량)의 합계 8편성이 가와사키 차량(현·가와사키 중공업 차량 컴퍼니) 및 일본 차량제조에서 생산되어 미타카 전차구(현 미타카 차량센터)에 배치되었다.
국철이 처음으로 설계·제조한 지하철 대응의 통근형 전동차이자 국철 전동차로서는 처음으로 알루미늄 합금 차체를 본격적으로 채용한 차량이기도 하다.
국철 분할 민영화 이후에는 모든 차량이 동일본 여객철도(JR 동일본)에 계승되었으나 현재는 1량을 제외한 모든 차량이 해체되었다.
국철 차량이라면 으레 금속 용수철을 사용하는 대차와 강철제 차체를 떠올리던 당시로서는 알루미늄 차체와 공기 용수철 대차의 통근형 차량은 이색적인 존재였으며, 제조비가 고가였던 터라 등장한지 얼마 되지 않은 무렵에는 '국철에서 가장 고급인 통근형'이라 불리기도 했다.

## 차체
103계를 답습하여 한쪽 측면에 4곳의 1,300mm폭 쌍미닫이 출입문을 갖추어 출입문간 7명, 차단부 3명인 중간의 롱시트가 각각 배치되었으며 당시의 국철 통근형 전동차의 표준에 따른다.
다만 본계열에서는 차량 메이커인 가와사키 차량의 제안에 의해 국철 첫 알루미늄 합금 차체가 채용되었다. 이 차체의 알루미늄 합금 구체 부분은, 같은 시기에 제조된 영단 5000계 알루미늄차와 공통된 설계였다.
이 때문에 제조 담당은 알루미늄 합금 차체의 제조 실적이 있는 기업에 한정되게 되어 1962년 제조의 산요전기철도 2000계를 시작으로 알루미늄 합금 차체 전동차의 제조 노하우를 축적하고 있던 가와사키 차량과 역시 1963년 제조의 호쿠리쿠 철도 6010계 이후 알루미늄제 차량의 제조 실적을 거듭하고 있던 일본 차량제조의 2개사가 선정되었다.
제조시의 단계에서는 철도 차량에 적절한 7000계 알루미늄 합금이 이미 실용화되고 있어 본계열의 차체는 알루미늄제 차체 제조 기술 제1세대의 완성형이라는 설계가 되어 103계를 기준으로 각 차량 5 - 6t 정도의 자체 중량 경감이 실현되었다.
알루미늄 차체의 채용에 수반하여 그 가공의 어려움으로 인해 창틀에 별도 조립의 유닛창이 채용되었다.
물받이의 높이도 차체를 세척할 때의 편리성을 배려하여 103계보다 약간 높게 하여 후에 등장하는 201계와 동일하게 되고 있다. 이것은 알루미늄 합금 차체는 내식성이 높지만, 반면 철분 등의 이종 금속 부착에 의한 산화(전해부식)에는 약하고, 대응책으로 빈번하고 철저한 세척 작업의 실시가 요구되었기 때문에 1회의 세차로 확실히 외판의 더러움을 제거하기 위한 중요한 변경점이었다.
측면 행선막은 없고, 구체 개조의 어려움으로 후년의 개조에서도 장착되지 않았다. 또한 원형이 된 103계에서는 주전동기 냉각풍투입구를 전동차의 측면으로 한쪽 측 2개소 갖추지만, 본계열에서는 설치되어 있지 않다.
전조등이 종래의 전면 상부 중앙에 백열등 1개를 설치하는 방식에서 전방 시인성이나 영단과의 협정으로 통근형에서는 처음으로 쉴드 빔 2개를 창 아래에 배분하여 설치하는 방식으로 변경된 것도 특징이다. 이것에 의해 표시기가 종래의 2개에서 3개로 증가하고 있다. 내역은 중앙이 종별 및 행선 표시, 왼쪽은 운행 번호 표시, 오른쪽은 후의 분할 민영화 후를 포함하여 항상 회사 로고를 게시하고 있었다. 덧붙여 이러한 표시막은 더러움이 심하고, 1998년에 운행 번호 표시를 LED식으로 교체했다.

## 기기
구동 방식은 103계와 동일한 MT55 주전동기를 탑재하여 기어비 6.07의 중공축 평행카르단 구동방식을 채용했다. 주제어기에 대해서는 103계의 CS20을 베이스로 고가속에 의한 슬립 방지 대책이 실시된 CS20B를 탑재했다. 주저항기는 자연 통풍식으로 저항기의 상수를 늘렸다. 이것은 강제 송풍식의 경우 블로어 팬의 소리가 크고, 노선 연장 운행구간인 지하선내에서 소음 문제가 되지 않기 위해 배려한 것이지만, 자연 통풍식은 저항기가 한정된 마루밑 면적을 크게 점유 한데다 게다가 그 주위의 에어 플로우에 대한 배려도 할 수 있기 때문에 그 의장은 어렵고, 상황에 따라서는 저항기용단사고를 일으키는 것이 많이 있었다.
대차는 국철의 재래선을 위한 양산 통근형 전동차로는 첫 다이렉트 마운트식 공기 용수철 대차가 된 DT34·TR204형을 장착하여 103계의 DT33·TR201형과 비교할 때 승차감이 대폭 개선되었다. 이 대차는 165계 등에 채용된 크고 가벼운 접시식 인 다이렉트 마운트식 공기 용수철 대차인 DT32형을 기본으로 개발된 것이지만, 저널 박스에 오일 댐퍼를 장착하지 않고, 빌로우즈식 공기 용수철을 차체 직결로한 볼스터앵커를 부가했기 때문에 기구면에서 크게 다르다. 동시에 다이렉트 마운트화에 수반하여 흔들림침적이 생략 되어 횡량부분의 구조가 크게 변경되었기 때문에 DT33과 비교하여 축거가 2,100mm로 축소되었지만, 주전동기나 기어비가 103계와 공통이기 때문에 구동륜지름 910mm·부수륜지름 860mm의 관계는 변하지 않다. 공기 용수철 대차로 한 이유는 차체가 경량화되고 있기 때문에 차체의 흔들림을 경감시키기 위한 것도 있다.
도자이선 지하 구간의 가선은 강체 가선이기 때문에 팬터그래프는 PS16형을 베이스로 하여 집전주 부분에 소형의 용수철을 추가하고, 집전주 자체를 부동 구조로 한 PS21형을 채용했다.
운전대의 마스콘 핸들은, 영단 5000계와 같은 형식의 인상 데드맨 방식으로 했다.

## 지하철 입선 대책
지하철에서의 사용에 즈음하여 화재 사고 방지를 위해 1953년에 제정된 차량 구조 사양 'A-A기준'에 따라 발화 방지·불연화·승객의 피난 대책 등이 포함되어 있다.
선두부에 비상용 관통문을 설치하고 있는 것이 가장 큰 특징으로, 이것에 의해 103계의 전면 유리창을 윗쪽으로 향한 경사 부분 안쪽으로 움푹 파여진 방식이 채용하지 못하고, 301계에서는 관통문 좌우의 창을 차체 바깥쪽으로 향하여 안쪽으로 움푹 파여진 방식으로 했다. 객실의 상단 하강 하단 상승 유닛창은 지하선내에서의 손상 방지를 위해 상단창은 전면 열수 있도록 되어있지만, 하단창은 75mm 만 열리는 구조로 했다.
또한 지하선내에서의 환기 효율 향상으로 지붕위 통풍기는 환기 조절을 할 수 있는 각형 매입식이 채용되었다.
본계열은 당시 국철 통근형으로서는 최첨단인 차량이었지만, 시작적 요소가 많아 제조 비용이 매우 높았기 때문에 1969년 제조는 중지되고 그 이후의 구체적인 증비는 103계 1200번대로 이행했다.

## 형식
당초는 전동차 비율이 높게 설정되어 MT비 6M1T의 7량 편성으로 구성되어 있었다. 노선연장 구간의 영단 5000계로 편성을 맞추었기 때문에, M'c의 쿠모하 300형이 있는 것이 특징이다. 후의 10량 편성으로의 재조합에 수반하여 전동차의 전장 해제나 제어차의 운전대 설비 철거 등의 개조를 하고 있다.

### 신규 제조 형식
쿠모하 300형(제조수: 8량)
- 미타카 방면의 맨 앞부에 연결되는 제어 전동차.전동 발전기(MG)와 공기압축기(CP)를 탑재하여 모하 301형과 MM'유닛을 구성하여 사용되었다.
- 아래와 같이 편성표에서는 M'c 또는 M'o(운전대 철거차)라고 표기한다.

모하 301형(제조수: 24량)
- 쿠모하 300형 또는 모하 300형과 유닛을 구성하는 중간 전동차. 팬터그래프와 제어기를 탑재하고 있었다.
- 아래와 같이 편성표에서는 M이라고 표기한다.

모하 300형(제조수: 16량)
- 모하 301형과 유닛을 조성하는 중간 전동차.
- 아래와 같이 편성표에서는 M'으로 표기한다.

쿠하 301형(제조수: 8량)
- 니시후나바시 방향의 맨 앞부에 연결되는 제어차로. 해당계열에서는 유일한 신조 부수차이다.
- 아래와 같이 편성표에서는 Tc 또는 To(운전대 철거차)라고 표기한다.

### 개조 형식
사하 301형(개조수: 3량)
- 10량 편성으로의 재조합에 수반하여 모하 301형 1량과 모하 300형 2량을 전장 해제하여 등장한 부수차이다. 개조차인 것으로 인해 100번대를 부여하여 0번대는 존재하지 않는다.
- 아래와 같이 편성표에서는 T라고 표기한다.

## 도장
등장시에는 구리 합금 속지에 투명 래커를 도포하여 측면창 상부에 주오·소부 완행선의 라인 칼라인 황대의 법랑식 알루미늄 테이프(JNR 마크를 측면 2곳에 배치하기 위해, 그 부분은 비스듬하게 중단된다)를 감는 것이었지만, 제5편성의 제조를 담당한 일본차량의 제안에서 측면창 아래에도 띠를 감아 등장한 것으로 인해, 가와사키 차량이 제조를 한 제1 - 4편성도 차례차례 추가되었다. 또한 은빛 1색인 전면도, 보선 작업원으로부터 '전동차의 접근을 알기 어려워서 위험하다'라는 지적이 있었기 때문에, 전면창 아래 전체에 황대가 감겨졌다. 그러나 알루미늄 테이프에는 벗겨지기 쉬운 결점이 있었기 때문에, 후에 증비 한 제6 - 8편성은 영단차와 같이 수지제의 판을 나사로 멈추는 방식으로 변경되어 앞의 5편성도 차례차례 거기에 맞춘 도장으로 변경되었다. 또한 알루미늄의 표면이 점차 생기를 잃은 것이나, 표면 보호를 위해 도포한 래커에 균열이 발생하여 1978년 차체 전체를 103계 1200번대와 같은 밝은 회색으로 도장하는 공사가 실시되었다.
다만 역의 방송이나 안내판등에서는 영단 5000계가 은빛이었던 일도 있어 '은빛의 전동차'라고 하는 안내를 하고 있었다. 그러나 1989년 주오·소부 완행선의 지상용으로 205계가 스텐레스지에 황대로 등장하여 이것을 도자이선으로의 직통 전동차로 잘못 아는 승객에게 오승방지의 관점으로 전차대색을 도자이선의 라인 칼라인 스카이블루(파랑 22호)로 변경되었다. 동시에 역의 방송이나 안내판도 '은빛에 청색대의 전동차'로 변경되고 있다.
또한 1987년 4월 1일의 국철 분할 민영화 이후에는 JNR 마크를 라인 칼라로 전부 도장하고, 대신에 백색의 거대한 JR 마크를 양선두차의 측면창 아래에 붙인다는 해당 노선의 103계 1200번대와 같은 조치가 취해진 것 외에 본계열의 특징이기도 한 정면의 전조식 JNR 마크는 유리 이면에서 프린트를 벗긴 후, 외측에 흑색 문자의 JR 마크가 첨부 되었다.

## 냉방 장치 탑재 개조
1989년에는 냉방 탑재 개조가 시공되었다. 개조비 절약의 관점에서, 차체 보강이 불필요한 AU712형 집약 분산식 냉방 장치가 2기 탑재되었다.
AU712형은 밖의 키세(커버) 부에 온도 제어의 마이크로컴퓨터가 있기 때문에 여름철에 좋지 않은 점이 많아, 대응책으로 2000년 K3편성의 팬터그래프부를 제외한 지붕 전체를 백색으로 도장을 변경했다. 이것은 미국 항공 우주국(NASA)이 개발한 내열 도료이며, 스페이스 셔틀에도 사용되고 있는 것으로 결과 자체는 양호했지만 도료가 매우 고가인데다 AU712형 탑재차가 우선적으로 퇴역한 것으로 인해 그 다음은 채용되어 있지 않다.
냉방 전원에 대해서는, 대범위 보강 공사가 필요한 대형 MG의 탑재는 피하고 정지형 인버터(SIV)를 각 차량의 지붕에 탑재했다. 그러나 황대로 냉방화 된 차량은 중간차 2량에 머물고 있으며, 반대로 청대의 비냉방차도 존재하고 있다.

## 전동차 이력

### 1972년
5월 18일 직결 운행 구간의 에이단 지하철 도자이선 교토쿠 - 우라야스간을 운행중 전동기 커버가 파손되는 사고가 발생하여 파편은 마루청을 관통해 천정에 박히면서 승객 2명이 다리에 중경상을 입었다. 사고 원인을 설계 단계에서의 미스로 인정한 국철은 301계를 일단 운용에서 이탈시키고 있었다.

### 1981년

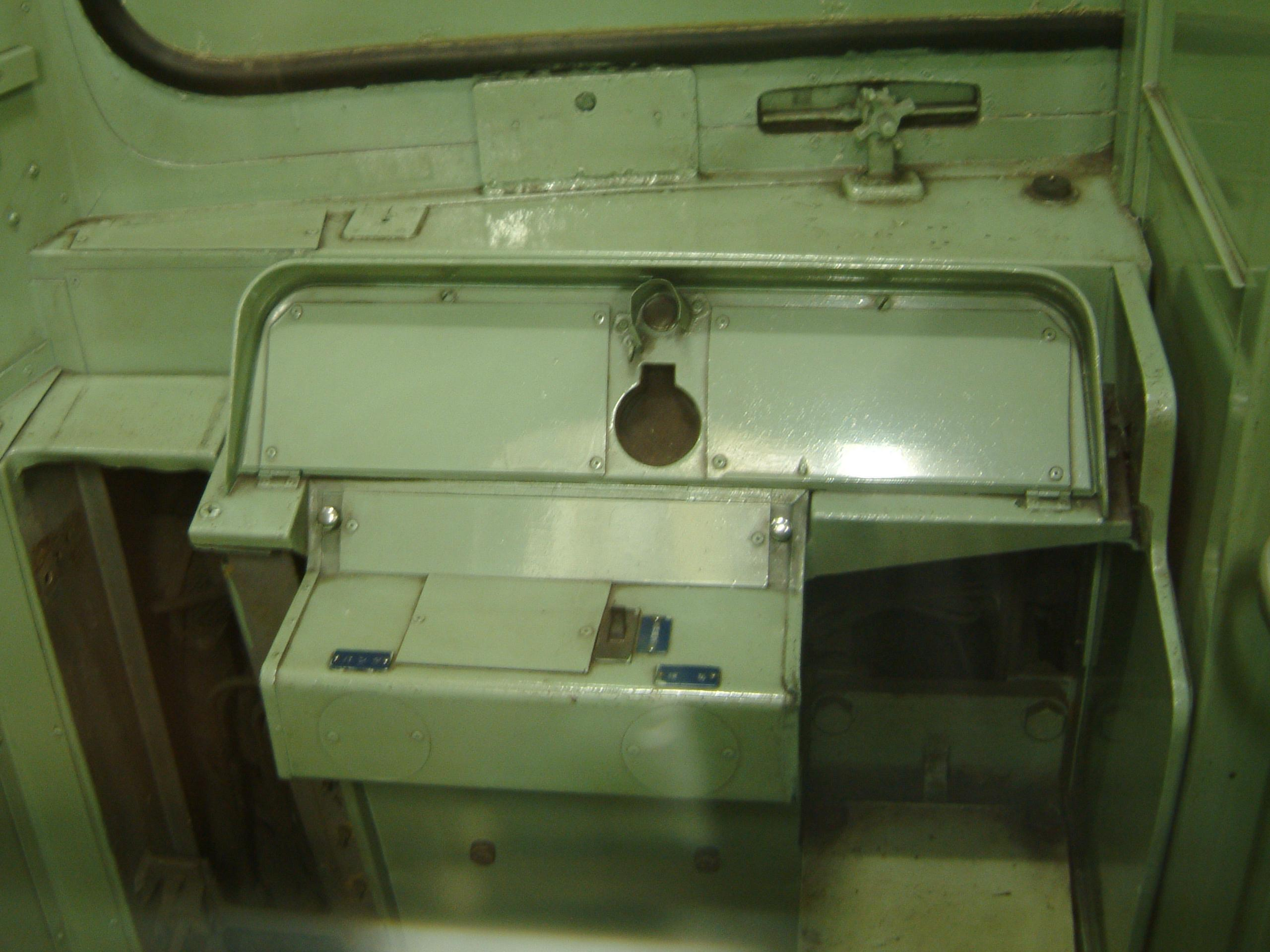
기기가 철거된 쿠모하 300-3의 운전대(2003년 5월 29일)

수송력 증강을 위해 7량 6편성(42량)에서 10량 4편성(40량)으로 조성 변경을 실시했다. 당초는 3량의 증결 편성을 제조할 예정이었지만, 제조 종료에서 10년 이상 경과한데다 국철의 재정도 안좋아지고 있었기 때문에 신제는 취소되었다.
재조합은 7량 2편성을 3량으로 단축 후, 다른 7량 편성 2개에 각각 연결하여 7+3의 10량 2편성을 조성하여 그 때 염출된 중간차를 다른 7량 편성 2개에 증결하여 10량 관통 편성 2개를 조성하는 복잡한 것으로, 후자용으로 모하 301-4+모하 300-3이 전장 해제되어 사하 301-101·102가 되었다. 잉여가 된 2량 모하 301-11+모하 300-8은 예비차가 되어 통상은 휴차가 되었다. 또한 편성의 중간 봉쇄가 되는 쿠하 301-1·3에서 쿠모하 300-1·3의 4량은 운전 기기가 철거되어 미터류에는 뚜껑이 되어 전면 유리창을 포함해 모두 회색으로 전부 도장하는 등의 개조가 실시되었다. 덧붙여 이 편성 재조합은 301계만 시공되었다.

### 1991년
12월 1일 다이어 개정으로 도자이선 완전 10량화에 의해, 7량 편성으로 잔존하고 있던 301계 2편성(14량)과 103계 5편성(35량) 계 7편성(49량)도 모두 10량 편성으로 새로 짜넣을 수 있게 되었다.
301계는 1편성에서 제외한 MM'유닛 2량에 사하 301형을 이제 한편의 편성으로 증결하는 방법이 취해졌다. 그 때문에 모하 300-9를 전장 해제하여 사하 301-103으로 개조하고 있다. 이 때문에 모하 300-9의 유닛 상대인 모하 301-13은 주행 불능이 되었지만, 다른 차량에 치명적인 사고가 있었을때의 긴급 예비차로 남겨졌다. 덧붙여 전회의 재조합시 휴차취급이 되고 있던 모하 301-11+모하 300-8는 운용에 복귀하였다.

### 차량 갱신
1990년부터 1992년에 걸쳐 차량 갱신 공사가 실시되었다. 그 내용을 아래에 나타낸다.
- 차내 화장판의 교환(담록→아이보리), 마루 새로 도장[25].
- 기기류의 일부 스텐레스화를 포함한 내구성의 향상.
- 창샷시의 하단 고정화, 측면의 승무원실 출입문을 무도장인채 스테인리스제로 교체했다. 출입문을 스테인리스제로의 교체[26].

301계는 알루미늄 차체인채 도장으로 차체가 보호되고 있었으므로 부식이 거의 없고, 차체 관계에서는 패인 부분을 접착제로 정형하여 띠색 수지제의 판을 장비한 차량은 이것을 철거하여 103계 편성 같은 도장으로 한 이외의 공사는 실시되지 않았다.
또한 오오이 공장에서 시공한 103계 1000·1200번대에는 좌석 단부의 파이프안에 칸막이가 설치되었지만, 쓰지자키 공장 등 타공장에서 갱신 시공된 301계에는 설치되지 않았다.
미타카 전차구에서는, K10편성과 편성에서 벗어나고 있던 모하 301-13 이외 전동차에 갱신 공사를 했다.

### 영업 운행의 종료
301계는 1990년 종래 115계가 보관 유지하고 있던 국철·JR 신성능 전동차에서의 단일 계열 등장에서 첫폐차 발생까지의 최장 기록 23년을 갱신하고 있다. 이것은 영업 구간에 건널목이 1곳도 없기 때문에 건널목 사고가 발생하지 않았던 것, 소량 생산·특수용도 계열로 타지역으로의 전속도 없었던 것에 의한 것이지만, 이후에는 여러 문제에 의해 폐차가 진행되고 있어 구형이 되었다.
1990년대가 되면서 갱신 공사를 시공했다고 해도 노후화가 꽤 진행되고 있었지만, 본격적인 교체 실시는 늦었다. 이것은 신차가 종종 들어가 있던 지요다 선 연장 운행과는 달리 도자이선 연장 운행의 경우는 JR선의 구간이 나카노역 - 미타카역간 9.4km 및 니시후나바시역 - 쓰다누마역간 6.1km의 합계 15.5km로 짧은데다 한편 니시후나바시역 - 쓰다누마역간은 평일 다이어의 러시아워 밖에 연장 운행하지 않기 때문에 신차투입과 비교하면 비용면에서 불리하다고 판단되었기 때문이다.
그러나 이미 본계열 자체가 이미 시대에 뒤떨어진 전동차이며 고장이 많아진 이후 저항제어차는 구조상 열을 대량으로 발생시키기 때문에 지하 구간에서의 장기 운용은 환경·차량 모두 악영향이 크고 지속적인 사용이 곤란하게 되었다. 기기류가 진부화되어 있었기 때문에 이 시기에는 영단의 주력이 된 05계에 비하면 분명하게 열등하였다. 301계와 거의 같은 시기에 제조된 영단 5000계 일부 편성에 냉방 개조가 시공되었지만, 그 때 계자첨가 여자제어로의 개조도 실시하여 회생제동을 사용할 수 있게 되었기 때문에 저항제어로 존치된 301계와의 격차는 한층 더 분명하게 되었다.
1996년 4월 27일 도자이 선과 도요 고속철도 도요 고속선과의 상호 직결 운행 개시에 의해 JR차의 도자이 선 운용이 큰폭으로 삭감되었다. 평일은 아침 저녁만의 운용이 중심으로, 일중의 운용은 2운용만으로 도자이선내의 쾌속 운용은 격감했다. 한층 더 나아가 토요일·휴일은 일중의 3운용만으로 모두 각역 정차, 그 중 1운용은 2왕복의 운행이었기 때문에 잉여가 된 6량이 예비차 삭감 정책의 일환으로 폐차 대상이 되었다. 대상이 된 것은 앞에서 서술한 모하 301-13과의 혼결편성인 301계 K10편성이었다. 실제로는 영업 이탈 후 쿠하 301-6+모하 301-18+쿠모하 300-6의 3량은 오미야 공장에서 다른 폐차 예정차와 함께 유치된 끝에 1997년 7월 2일에 폐차되었다. 나머지의 3량은 미타카 전차구에 잔류하여 1998년 1월 5일에 폐차되었다. 이 폐차에 의해 K10편성과 10량 편성을 조성하고 있던 103계 1200번대의 K9편성은 타편성의 검사시의 대주차로만 사용되게 되었다. 예비차도 삭감된 것과 도자이 선 직통차는 5량씩 검사를 받는 것을 이용하여 남은 5량과 K9편성으로 임시 편성을 조성하여 대응했다.
최종적으로 JR동일본이 103계를 수도권에서 퇴역시킬 방침을 결정한 것과 영단도 도자이선의 ATC를 신형으로 갱신하는 것이 발표되어 잔존차도 2001년 경부터 교체 계획이 부상하여 2002년 가을에는 정식으로 교체가 발표되었다. 이 때문에 같은 해 12월 1일의 다이어 개정으로 JR차의 도자이 선 직통 운용이 삭감되면서 이것에 맞춰 검사 기한이 가까웠던 K1편성이 폐차되었다.
게다가 후계차가 되는 E231계 800번대가 도입되는 것과 교대하여 차례차례 정기 운용을 이탈해 가면서 2003년 6월 10일의 09K 운용중 아침의 1왕복 영업 운행을 마지막으로 정기 운용이 종료되었다.
운용 종료후에는 다른 노선에 전속하는 일 없이 즉시 전차량 폐차되었다. 다만 K4편성은 103계 1200번대인 K9편성과 함께 신차고장시의 예비라고 하는 의미도 있어 당분간 보류 취급으로 되어 하이지마에 피난 유치의 준비를 실시했다.
본계열은 폐차 후 차체의 알루미늄재를 재활용할 예정이 되고 있었지만, 구체적인 재활용 상황에 대해서는 공표하지 않았다.

### 마지막 운행
도자이선 직통 운용에서의 이탈 후 하이지마에 피난중이던 K4편성은 2003년 여름까지 차적이 남아 있어 같은 해 8월 3일 K4편성을 사용하여 미타카역 - 고후역간에서 쾌속 '안녕 301계'호로 마지막 운행 이벤트를 실시했다. 기념 열차는 열차 번호 9567M으로, 다카오에서는 301계 외에 E231계 800번대, 165계, 201계 사계채편성을 전류선에 유치한 다음의 전시 촬영회도 실시되었다.
고별 운행에 대해서는 당초 정기 열차로 주오 완행선 - 도자이 선에서 운행할 계획도 있었지만, 영단과의 조정이 결정되지 않았기 때문에 여객 영업 운행에서는 처음이자 마지막으로 주오 선 쾌속으로의 운행이 되었다. 도장의 특별한 변경 등은 이루어지지 않고 정기 영업 운행 종료시의 청대에 안녕 마크(씰)를 붙여 운행되었다.
또한 당일에는 '지하철 도자이선 직통 전동차 고별 기념 오렌지 카드'(대지부·3매 세트 3,000엔)가 연선 15개역(나카노역 - 고쿠분지역간의 각역·다카다노바바역·다치카와역·하치오지역·고후역)에서 판매되었지만, 발행 총수 합계 4,500조 한정으로 당일중에 완전 매진되었다. 그 후 같은 해 가을에 대지 없는 별도 디자인이지만, 다시 '안녕 301계 오렌지 카드'로 해서 판매되었다.
끝까지 잔류한 K4편성은 다음 8월 6일에 오미야에 폐차 회송되고 이것으로 301계는 계열·번대 구분 전부 소멸했다.

### 보존차
K2편성의 10호차에 편성되고 있던 쿠모하 300-4가 오미야 종합 차량 센터에 보관되어 잔존하고 있다. 당초는 오미야 역 홈 부근에 유치되어 있었지만, 다른 보관 차량과 함께 원 해체선으로 이동했다. 전면 행선막의 표시는 일사 예방을 위해 수시로 바뀐다. 철도 박물관으로의 보존 후보에서는 빗나갔지만, 상태는 좋다.
덧붙여 2003년 5월의 오미야 공장 일반 공개로 폐차 직후의 쿠하 301-7이 전시되고 있었지만, 이것도 해체되고 있다.

## 각 편성의 최종 영업일
- K1: 2002년 11월 29일(이 편성만 지상선용 차량의 투입(E231계 0번대 미트 57편성)으로 교체할 수 있었다)
- K2: 2003년 6월 10일(마지막으로 도자이선을 주행한 편성. 당초의 예정에서는 5월 29일)
- K3: 2003년 5월 23일(지붕에 내열 도료를 사용)
- K4: 2003년 5월 19일(9 - 10호차는 4월 30일 운용후 K5와 재조합. 하이지마 피난 후 마지막 운행에 사용한 편성)
- K5: 2003년 4월 25일(9 - 10호차는 5월 19일)
- K10: 1996년 xx월 xx일(미갱신차)

참고(103계)
- K6: 2003년 4월 30일(니시후나바시 방향 5량만. 미타카측 5량은 2월에 종료)
- K7: 2003년 5월 15일(유일하게 비유닛창차를 포함하고 있던 편성)
- K8: 2003년 5월 30일(치요다선 연장 운행용의 1000번대를 전용한 편성. 토요일·휴일 다이어인 5월 31일에 운용 예정이 있었지만, 주오선의 다이어가 흐트러졌기 때문에 결국 3운용 모두 신차로 운용되었다)
- K9: 2003년 4월 30일(K6의 니시후나바시 방면 5량과 동시에 운용 종료)
  - 미타카 전차구에서는 실제의 편성 번호 모두 지상선, 지하선의 E231계도 '미트'가 되고 있기 때문에 관리용으로 지상선용이 'B', 지하선용이 'K'로 구별되고 있다. 현재 K1 - K7의 편성 번호는 운용 관리의 번호로서 E231계 800번대가 사용하고 있다.
  - 기본적으로 폐차 후의 해체는 오미야 공장에서 실시되었지만, K6편성의 미타카측 5량과 K7편성의 모하 103·102-1202는, 가마쿠라 종합 차량센터 입환차의 쿠모하 102-1201의 MG가 부진이었으므로 폐차 발생품과 교환을 실시하기 위해 가마쿠라 종합 차량소에서 K6편성의 니시후나바시 방면 5량은 오미야의 해체 능력이 한계에 이르고 있었기 때문에 군마현 기류시의 시모신덴 유치선에서 해체되었다.

## 편성 조성(10량 편성화 이후)
- 'To'는 쿠하 301형, 'M'o'는 쿠모하 300형의 운전대 철거차를 의미한다.
- 영단차의 소문자 'c'는 간이 운전대 탑재차를 의미한다.

|           |      | ←쓰다누마·니시후나바시나카노·미타카→ |          |           |          |           |           |          |           |          |           |
| 호차      | 호차 | 1                                    | 2        | 3         | 4        | 5         | 6         | 7        | 8         | 9        | 10        |
| 편성 번호 | K1   | Tc 301-5                             | M 301-1  | M' 300-1  | M 301-3  | M'o 300-1 | To 301-1  | M 301-2  | M' 300-2  | M 301-15 | M'c 300-5 |
| 편성 번호 | K2   | Tc 301-4                             | M 301-7  | M' 300-5  | M 301-9  | M'o 300-3 | To 301-3  | M 301-8  | M' 300-6  | M 301-12 | M'c 300-4 |
| 편성 번호 | K3   | Tc 301-8                             | M 301-22 | M' 300-15 | M 301-23 | M' 300-16 | T 301-101 | M 301-20 | M' 300-14 | M 301-24 | M'c 300-8 |
| 편성 번호 | K4   | Tc 301-7                             | M 301-19 | M' 300-13 | M 301-11 | M' 300-8  | T 301-102 | M 301-10 | M' 300-7  | M 301-21 | M'c 300-7 |
| 편성 번호 | K5   | Tc 301-2                             | M 301-14 | M' 300-10 | M 301-5  | M' 300-4  | T 301-103 | M 301-17 | M' 300-12 | M 301-6  | M'c 300-2 |
| 편성 번호 | K10  | Tc 301-6                             | M 301-16 | M' 301-11 | M 301-18 | M'c 300-6 |           |          |           |          |           |

|                            | ←쓰다누마·니시후나바시나카노·미타카→ |        |         |    |          |        |           |    |    |     |
| 7량 편성시 （10량 편성화） | CT (Tc)                              | M₁ (M) | M₂ (M') | M₁ | M₂       | M₁     | CM₂ (M'c) |    |    |     |
| 10량 편성화 이후           | CT                                   | M₁     | M₂      | M₁ | Mc₂ (M') | Tc (T) | M₁        | M₂ | M₁ | CM₂ |